# Bendito Serás
"Bendito Serás", ocasionalmente chamada de "Bendita Será", é uma canção gravada pelo grupo cristão brasileiro Ministério Apascentar de Nova Iguaçu, presente inicialmente no disco Restituição, lançado em novembro de 2003, e com produção musical de Leandro Silva. Foi composta pelos vocalistas da banda, Davi Sacer e Luiz Arcanjo, juntamente com o baixista Deco Rodrigues, e interpretada por Davi.

## Composição
Em 2020, Luiz Arcanjo contou que "Bendito Serás" surgiu a partir de reflexões familiares motivadas por pregações da igreja Ministério Apascentar de Nova Iguaçu. Foi a primeira canção da banda com co-autoria de Deco Rodrigues.

## Gravação
"Bendito Serás" contou com produção de Leandro Silva. A versão original da canção foi gravada num home studio que pertencia a igreja.

## Regravações
"Bendito Serás" foi regravada algumas vezes no meio cristão: O próprio Apascentar (no período, com o nome artístico Toque no Altar) a registrou no DVD Toque no Altar e Restituição, lançado em 2006. Esta versão manteve o arranjo original de Leandro Silva, mas produzida por Ronald Fonseca, trouxe um novo título, chamado "Bendita Será".
Todas as versões posteriores de "Bendito Serás" mantiveram o título original e contaram com produção de Ronald Fonseca. Em 2007, o Trazendo a Arca (banda surgida a partir da dissidência do Apascentar) a registrou no disco Ao Vivo no Japão. A versão original de "Bendito Serás" também foi escolhida em duas coletâneas do Trazendo a Arca: 10 Anos (2012) e Canções Inesquecíveis (2023).
Em 2013, foi anunciado que seria lançado o filme Restitui, cuja trilha-sonora seria composta por faixas do álbum Restituição. "Bendito Serás" chegou a ser regravada por Davi Sacer com as participações de David Quinlan e Marsena Helena. Mas assim como o filme, a gravação não chegou a ser lançada.
Em 2023, Davi Sacer e Verônica Sacer regravaram "Bendito Serás" para o álbum Especial 20 Anos. A gravação contou com produção de Ronald as participações do baixista Deco Rodrigues e do baterista André Mattos. A faixa foi lançada como single.
"Bendito Serás" também fez parte do cancioneiro católico, a partir de regravação do padre Hewaldo Trevisan no álbum O Céu Se Abre, lançado em 2010. A gravação contou com participação do cantor Alexandre Pires. Em 2012, Trevisan novamente regravou a canção no álbum A Vitória Vai Chegar.

## Prêmios e indicações
A regravação de "Bendito Serás" promovida pelo padre Hewaldo Trevisan com participação de Alexandre Pires recebeu indicação ao Troféu Louvemos o Senhor 2010, na categoria Música do Ano.

## Ficha técnica
Créditos adaptados do encarte de Restituição:
- Davi Sacer – vocal, composição
- Luiz Arcanjo – vocal de apoio, composição
- Leandro Silva – teclado, produção musical, arranjos, engenharia de áudio e mixagem
- André Mattos – bateria eletrônica
- André Rodrigues – baixo, composição
- Verônica Sacer – vocal de apoio
- David Cerqueira – vocal de apoio
- Vânia Franco – vocal de apoio
- Silvânia Costa – vocal de apoio
- Márcia Silva – vocal de apoio
- Marcell Compan – guitarra
- Eric Medeiros – guitarra
- Marco Aurélio – guitarra

Equipe técnica
- Toney Fontes – masterização